# Andrea Leand
Andrea Leand (* 18. Januar 1964 in Baltimore, Maryland) ist eine ehemalige US-amerikanische Tennisspielerin.

## Karriere
Sie spielte von 1981 bis 1994 auf der WTA-Tour. Sie gewann die Pittsburgh Open im Jahre 1984 und erreichte dreimal die Achtelfinals an den US Open und einmal an den French Open im Jahre 1982. Als sie zurücktrat, hatte sie eine Bilanz von 87 Siegen und 106 Niederlagen. Sie wurde vor allem bekannt durch ihren Sieg gegen die an Nummer zwei gesetzte Andrea Jaeger an den US Open.

## Turniersiege

### Einzel
| Nr. | Datum           | Turnier    | Kategorie | Belag           | Finalgegnerin   | Ergebnis      |
| --- | --------------- | ---------- | --------- | --------------- | --------------- | ------------- |
| 1.  | 23. Januar 1984 | Pittsburgh | WTA       | Teppich (Halle) | Pascale Paradis | 0:6, 6:2, 6:4 |

### Doppel
| Nr. | Datum            | Turnier   | Kategorie   | Belag           | Partnerin        | Finalgegnerinnen                     | Ergebnis      |
| --- | ---------------- | --------- | ----------- | --------------- | ---------------- | ------------------------------------ | ------------- |
| 1.  | 29. Oktober 1984 | Zürich    | WTA         | Teppich (Halle) | Andrea Temesvari | Claudia Kohde-Kilsch Hana Mandlíková | 6:1, 6:3      |
| 2.  | 7. Juni 1993     | Collingwo | ITF $25.000 | Hart            | Jennifer Fuchs   | Halle Cioffi Eleni Rossides          | 4:6, 6:1, 6:3 |

## Abschneiden bei Grand-Slam-Turnieren

### Einzel
| Turnier         | 1981 | 1982 | 1983 | 1984 | 1985 | 1986  | 1987 | 1988 | 1989 | 1990 | 1991 | 1992 | 1993 | Karriere |
| --------------- | ---- | ---- | ---- | ---- | ---- | ----- | ---- | ---- | ---- | ---- | ---- | ---- | ---- | -------- |
| Australian Open | —    | 2    | —    | 2    | —    | n. a. | —    | —    | —    | 2    | 2    | —    | —    | 2        |
| French Open     | —    | AF   | 1    | —    | 1    | —     | —    | —    | —    | —    | —    | —    | —    | AF       |
| Wimbledon       | —    | 2    | 3    | 1    | 1    | —     | —    | —    | —    | 3    | 1    | —    | —    | 3        |
| US Open         | AF   | AF   | AF   | 2    | —    | —     | —    | —    | —    | 1    | —    | —    | 1    | AF       |

Zeichenerklärung: S = Turniersieg; F, HF, VF, AF = Einzug ins Finale / Halbfinale / Viertelfinale / Achtelfinale; 1, 2, 3 = Ausscheiden in der 1. / 2. / 3. Hauptrunde; Q1, Q2, Q3 = Ausscheiden in der 1. / 2. / 3. Runde der Qualifikation; n. a. = nicht ausgetragen

### Doppel
| Turnier         | 1981 | 1982 | 1983 | 1984 | 1985 | 1986  | 1987 | 1988 | 1989 | 1990 | 1991 | Karriere |
| --------------- | ---- | ---- | ---- | ---- | ---- | ----- | ---- | ---- | ---- | ---- | ---- | -------- |
| Australian Open | —    | 1    | —    | 1    | —    | n. a. | —    | —    | —    | 2    | 1    | 2        |
| French Open     | —    | 2    | 1    | —    | AF   | —     | —    | —    | —    | —    | —    | AF       |
| Wimbledon       | —    | 2    | VF   | 2    | 2    | —     | —    | —    | —    | —    | —    | VF       |
| US Open         | 2    | —    | 2    | 2    | —    | —     | —    | —    | —    | —    | —    | 2        |

### Mixed
| Turnier         | 1982  | 1983  | 1984  | 1985  | Karriere |
| --------------- | ----- | ----- | ----- | ----- | -------- |
| Australian Open | n. a. | n. a. | n. a. | n. a. | —        |
| French Open     | AF    | —     | —     | AF    | AF       |
| Wimbledon       | 1     | 2     | 1     | 1     | 2        |
| US Open         | —     | —     | —     | —     | —        |